# Cristina Scuccia
Cristina Scuccia (anteriormente Sor Cristina) es una cantante italiana que ganó la temporada 2014 de The Voice of Italy, como parte del equipo de J-Ax, dando lugar a un contrato discográfico con Universal. Fue monja Ursulina desde 2012 hasta 2022. En 2013, ganó un concurso de música cristiana como parte de Good News Festival.

## Primeros años
Se convirtió en novicia en 2009 y trabajó durante dos años con los niños pobres de Brasil antes de unirse formalmente a la orden de las Hermanas Ursulinas.Entre 2009 y 2011 perfeccionó sus dotes artísticas en la academia de espectáculo "Star Rose Academy" de Roma y su profesor de canto fue el cantautor Franco Simone.Su debut televisivo fue en junio de 2012, en el programa "Dizionario dei sentimenti" de Franco Simone, en el canal Gold Tv de Roma.

## Carrera
En 2014, Cristina Scuccia participó The Voice of Italy cantando en la competencia demostrando ser muy popular entre los jueces y el público votante, después de cantar en su audición "No One" de Alicia Keys; su participación recibió más de 90 millones de visitas en YouTube. Los cuatro jueces -Raffaella Carrà, J-Ax, Noemi, y Piero Pelù-dirigieron su silla en la audición a ciegas. Sor Cristina escogió para ser parte del equipo de J-Ax. A lo largo del concurso, donde llevó un crucifijo sencillo alrededor de su cuello, zapatos negros sensibles y la longitud de la falda negra hasta el tobillo. Durante el programa, cantó "La copa de la vida", junto a Ricky Martin y en la final, tuvo un dúo con Kylie Minogue en "Can't Get You Out of My Head". En la final, ganó el trofeo con el 62% de los votos italianos contra el subcampeón Giacomo Voli. Después de ganar, dio las gracias a Dios por su victoria, rezando una oración, el "Padre Nuestro".
El 20 de octubre de 2014 fue publicado el video de "Like A Virgin" en la plataforma Vevo, una versión de la canción de Madonna. Luego se publica el primer videoclip de su nuevo álbum Sister Cristina, llamado "Blessed be your name", que a mediados de 2016 había sobrepasado las 600 mil reproducciones.
En noviembre de 2022, en el programa "Verissimo", anunció oficialmente que dejaba la vida como monja para dedicarse de lleno a ser cantante.